# Saribu Jandi
Saribu Jandi is een bestuurslaag in het regentschap Simalungun van de provincie Noord-Sumatra, Indonesië. Saribu Jandi telt 1243 inwoners (volkstelling 2010).